# Сілвер-Сіті (Каліфорнія)
Сілвер-Сіті (англ. Silver City) — переписна місцевість (CDP) в США, в окрузі Туларе штату Каліфорнія. Населення — 0 осіб (2010).

## Географія
Сілвер-Сіті розташований за координатами 36°27′50″ пн. ш. 118°39′3″ зх. д. / 36.46389° пн. ш. 118.65083° зх. д. (36.463761, -118.650761).  За даними Бюро перепису населення США в 2010 році переписна місцевість мала площу 1,49 км², уся площа — суходіл.